# فترة عمر (فلم)
أن تعيش (بالإنجليزية: To Live) هو فيلم صيني أنتج عام 1993 من بطولة: يو جي You Ge، لي جونج Li Gong، بن نيو Ben Niu، تشياو تسونغ Xiao Cong. سيناريو: وي لو Wei Lu، ومن إخراج المخرج يى مو تشانغ Yimou Zhang، مخرج فيلم زهور الحرب من بطولة كريستيان بيل. الفيلم مأخوذ عن رواية تحمل نفس الاسم للكاتب يو هوا Hua Yu. رشح الفيلم لنيل جائزة الغولدن غلوب عام 1994 بينما فاز بسبع جوائز دولية.

## القصة
تبدأ القصة من حقبة الأربعينات، إلى ما بعد الستينات بقليل من القرن المنصرم، حول رجل ثري يدعى فوجي، بخسر كل أمواله وقصره الذي يقطن فيه هو وزوجته وابنته ووالده المسن في القمار. يموت الأب حسرةً على ثروته، لتبدأ الأسرة مرحلة جديدة في ظروف جديدة انتصر فيها جيش الشيوعيين بزعامة ماو تسي تونغ على القوميين الموالين للغرب. يصور الفيلم حياة أسرة فوجي في ظل الديكتاتورية وما تسببه من جوع وفقر ومحاكمات ظالمة لكل من يبدي أية إشارة على عدم انتمائه للشيوعبة. لقد أخذ فوجي جبرًا للعمل في جيش الشيوعيين تاركًا أسرته، بينما الأم عملت في مهنة وضيعة لتصرف على طفليها. البنت تفقد صوتها من شدة الحمى وبعد سنين ستفقد حياتها، أما الولد فيموت مصروعًا وهو يعمل في أحد مصانع الفولاذ. تمضي الأيام بأسرة فوجي إلى أن يتقدم شاب لخطبة الفتاة الخرساء، تعيش الأسرة في حالة من الهناء سرعان ما تنقضي بعد موت الابنة وهي تضع حملها إثر نزيف لا يتوقف، والسبب هو أن المشفى قائم على ممرضين وممرضات ليس لهم أية خبرات بعد القبض على الأطباء باعتبارهم رجعيين.

## ردود الأفعال
منع الفيلم من العرض في الصين؛ لانتقاده سياسات النظام الشيوعي الصيني القائم على حكم الفرد، كما منع مخرجه من العمل لمدة عامين.

## الجوائز
- جائزة البافتة لأفضل فيلم بلغة أجنبية عام 1995.
- ثلاثة جوائز من مهرجان كان منها جائزة أفضل ممثل وذهبت إلى يو جي عام 1994.
- جائزة إن بي آر من المجلس الوطني للمراجعة الأمريكي عام 1994.

## روابط خارجية
- مقالات تستعمل روابط فنية بلا صلة مع ويكي بيانات